# Gomphandra dolichocarpa
Gomphandra dolichocarpa är en järneksväxtart som beskrevs av Merrill. Gomphandra dolichocarpa ingår i släktet Gomphandra och familjen Stemonuraceae. Inga underarter finns listade i Catalogue of Life.